# Frank Riedel
Frank Riedel (* 19. April 1968 in Rheda-Wiedenbrück) ist ein deutscher Ökonom, Buchautor und Hochschullehrer.

## Leben
Er ist seit 2007 Professor an der Universität Bielefeld und seit 2009 Direktor des Instituts für Mathematische Wirtschaftsforschung. Er ist der Autor des populärwissenschaftlichen Buches Die Schuld der Ökonomen sowie des Fachbuches Mathematik für Ökonomen (zusammen mit Philipp C. Wichardt). Seine Spezialgebiete sind die Finanzmathematik und die Spieltheorie.
Frank Riedel studierte Mathematik an der Universität Freiburg, promovierte und habilitierte dann an der Humboldt-Universität zu Berlin. Nach Aufenthalten in Berkeley und Stanford gelangte er zunächst als Associate Professor nach Bonn und schließlich 2007 als Professor an die Universität Bielefeld. Dort leitet er seit 2009 das Institut für Mathematische Wirtschaftsforschung.
Zu seinen Veröffentlichungen gehören neben zwei Büchern auch zahlreiche Artikel in Fachzeitschriften, vornehmlich in der Finanzmathematik und der Spieltheorie.
Frank Riedel wurde 2011 als erster Deutscher in das Berufungsgremium für Professoren an staatlichen Hochschulen in Frankreich Concours d'agrégation gewählt.
Frank Riedel ist verheiratet und hat zwei Kinder. Er ist Schachspieler. Beim Brackweder SK ist er Mannschaftsführer und er ist Vorsitzender des Schachbezirks Bielefeld.